# 考馬縣

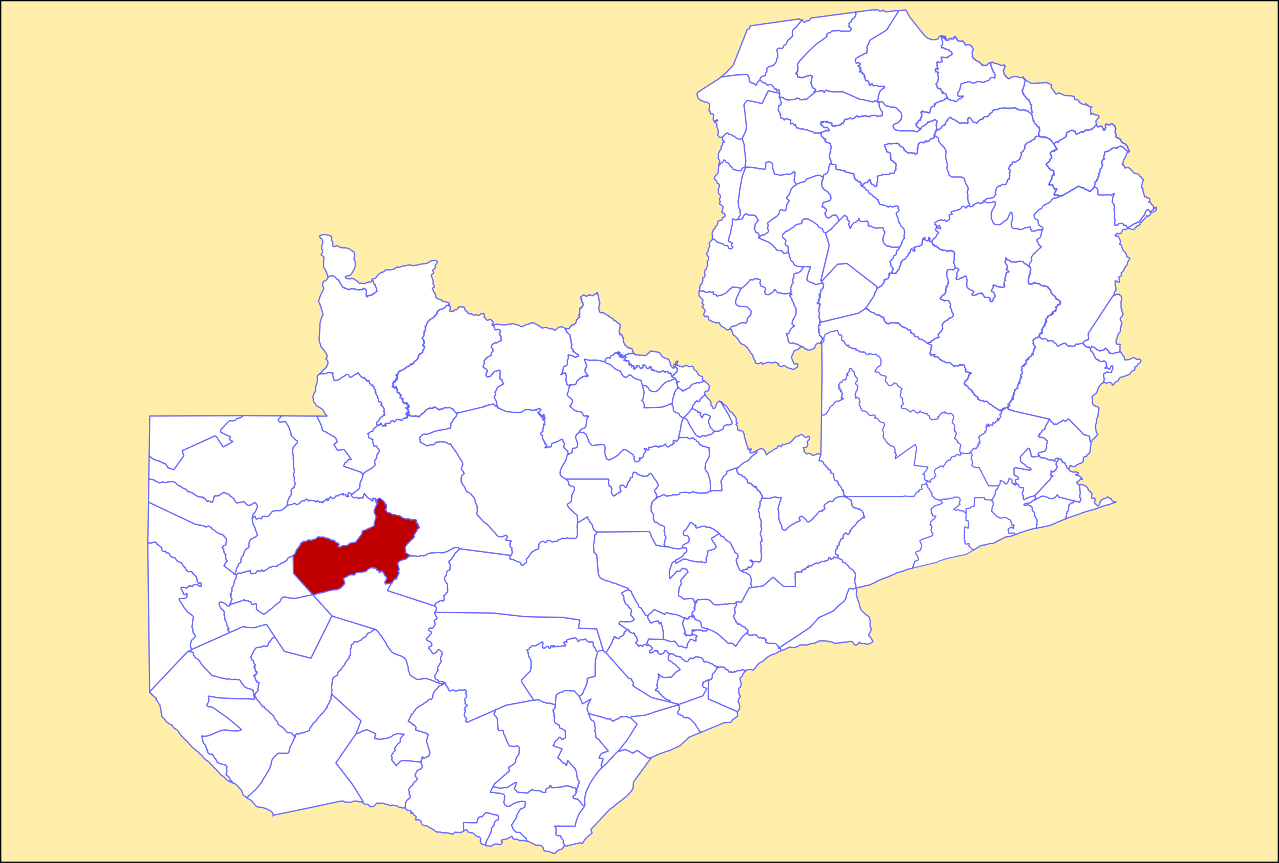

14°50′S 24°40′E / 14.833°S 24.667°E
考馬縣（英語：Kaoma District），是贊比亞的縣份，位於該國西部，由西方省負責管轄，首府設於考馬，面積23,315平方公里，2010年人口189,290，人口密度每平方公里8.1人。